# Persborgsgölen
Persborgsgölen är en sjö i Ronneby kommun i Blekinge och ingår i Ronnebyåns huvudavrinningsområde. Sjön är 6,8 meter djup, har en yta på 0,019 kvadratkilometer och befinner sig 15 meter över havet.